# 아우토반 5호선

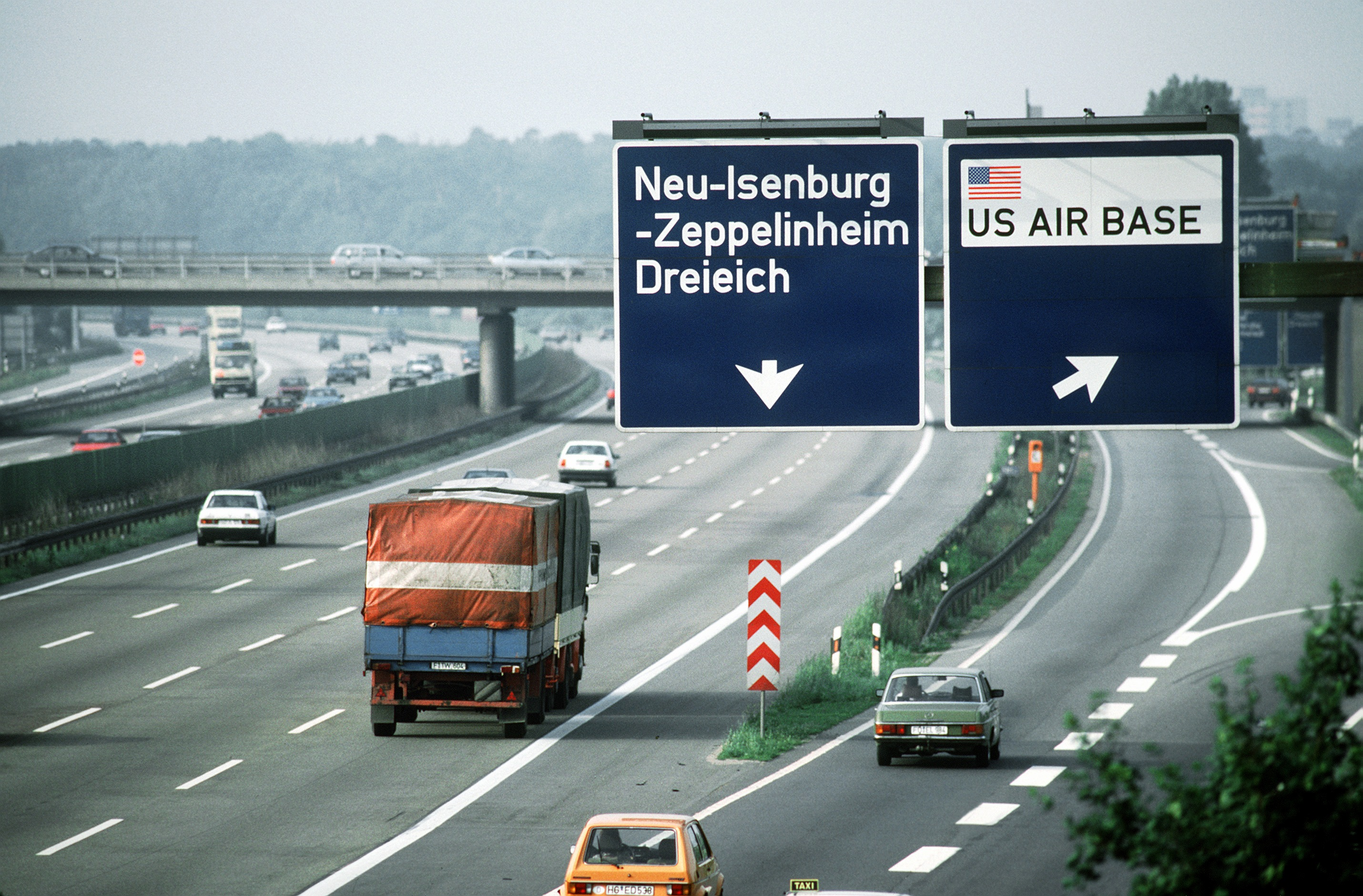
1988년 당시 라인마인 공군 기지로 향하고 있는 아우토반 5호선 전경. 그 때에는 독일이 한반도와 비슷하게 분단되었던 상태였기 때문에 독일의 동서간 대치 상황을 비추어 봐도 서독에 미군이 많이 주둔하여 있던 것으로 보인다.

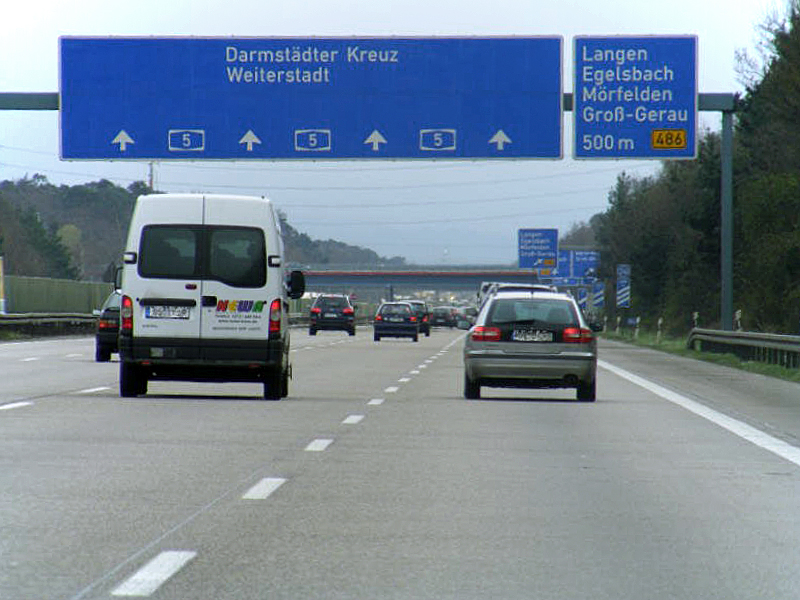
유럽에서 보기가 매우 드문 풍경을 가진 아우토반이다. 21km의 구간을 각 이동 방향에 따라 편도 4차선으로 설계되어 있는 매우 특이한 도로망이기도 하다.

1975년 당시의 아우토반 5호선(A5)의 모습. 당시 설계상 청색은 개통되어 있는 상태이고, 오렌지색은 계획될 구간을 가진 노선으로 분류하고 있지만 당시에는 건설되어 있지 아니하고 있는 것으로 보인다.

아우토반 5호선(독일어: Bundesautobahn 5)은 독일의 니더라울라에서 스위스의 국경 지대와 인접한 도시인 바일암라인까지 이어주는 총 연장 445km의 구간으로 이루고 있는 아우토반(즉, 독일의 고속도로)을 가리킨다. 기점에서는 아우토반 7호선과 만나고, 스위스의 국경인 종점에서는 바젤 바일암라인에서는 아우토반 2호선과도 접촉하고 있다. 그리고 A5는 프랑크푸르트암마인 공항과도 접근하고 있는 것으로 드러난다.